# André Servat
André Servat, né le 24 août 1907 et mort le 3 février 1990, est un homme politique français.

## Détail des fonctions et des mandats
Mandat parlementaire
- 2 août 1971 - 1er octobre 1971 : Sénateur de la Haute-Garonne